# Thaumatosmylus punctulosus
Thaumatosmylus punctulosus är en insektsart som beskrevs av C.-k. Yang 1999. Thaumatosmylus punctulosus ingår i släktet Thaumatosmylus och familjen vattenrovsländor. Inga underarter finns listade i Catalogue of Life.